# Втрати у боях за Київ (2022)
У статті наведено поіменні втрати в боях за Київ і його околиці в лютому — квітні 2022.

## Поіменний перелік

### Україна

#### Лютий
1. Кохановський Володимир Михайлович, підполковник. Старший інспектор — льотчик ХНУПС ім. Івана Кожедуба, 24 лютого[1].
2. Пасулька Роман Сергійович, старший лейтенант, військовий льотчик літака-винищувача МіГ-29, 40 БрТА (24 лютого, Київське водосховище)[2].
3. Радіонов В'ячеслав Денисович, старший лейтенант, 40 БрТА. 24 лютого, Васильків[3].
4. Єрко В'ячеслав Володимирович, підполковник, командир авіаційної ескадрильї 40 БрТА. 24 лютого[4].
5. Іващенко Наталія Леонідівна, Головний корабельний старшина, військова медсестра медпункту військової частини ЗС України (підрозділ — не уточнено). 24 лютого[5].
6. Нікончук Андрій Валерійович, солдат. 39-й зенітний ракетний полк. 24 лютого, Київська ГЕС[6].
7. Сапило Віталій Романович, лейтенант, командир танкового взводу. 14 ОМБр. 25 лютого[7].
8. Шиманський Роман Володимирович, молодший сержант, 70 ОПП (25 лютого, Ірпінь)[8].
9. Литвин Андрій Васильович, водій евакуаційної роти, 72 ОМБр, 25 лютого.
10. Лук'янович Олександр Володимирович, солдат, 72 ОМБр, 25 лютого[9].
11. Максименко Віктор Вікторович, молодший сержант, командир відділення евакуаційної роти ремонтно-відновлювального батальйону, 72 ОМБр, 25 лютого[10].
12. Омельченко Данило Тихонович, солдат, 72 ОМБр (25 лютого, Ірпінь)[11].
13. Цвіла Ірина Володимирівна, солдат, ПСПОП «Київ», 25 лютого, Ірпінь[12].
14. Філоненко Віталій Володимирович, старший лейтенант. Командир взводу № 1 роти № 6 батальйону № 2 полку № 1 управління патрульної поліції. 26 лютого[13].
15. Цимбала Олег Андрійович, солдат, снайпер 80 ОДШБр (26 лютого, Буча)[14].
16. Дубінський Роман Васильович, солдат Західного ТрУ Національної гвардії України. 26 лютого[15].
17. Арсенович Дмитро Антонович, старший солдат, стрілець 1-го відділення 1-го патрульного взводу 1-ї патрульної роти 1-го патрульного батальйону 25-ї ОБрОГП НГУ, 26 лютого[16].
18. Чумаченко Роман Сергійович, солдат. 101 ОБрО ГШ. 26 лютого, Київ, дружній вогонь[17].
19. Сирота Юрій Юрійович, лейтенант. 101 ОБрО ГШ. 26 лютого, Київ, дружній вогонь[17][18].
20. Задорожний Андрій Сергійович, старший солдат. Курсант навчального курсу військового гуманітарно-лінгвістичного факультету Військового інституту КНУ ім. Т. Шевченка. 26 лютого[19].
21. Боровець Андрій Олександрович, солдат. Окрема президентська бригада, 27 лютого[20].
22. Пушич Валентина Михайлівна, старший лейтенант. Медик. 72-га ОМБр. 27 лютого, Бровари[21].
23. Гнидий Анатолій Олегович, солдат, 128 ОГШБр (27 лютого, Васильків)[22].
24. Жданянчин Микола Іванович, солдат, 128 ОГШБр (27 лютого, Васильків)[23].
25. Капічун Олександр Валерійович, підполковник, військовослужбовець 142 НЦ ССО (27 лютого, Макарів)[24].
26. Терехов Владислав Ігорович, молодший сержант, курсант третього курсу НАСВ імені гетьмана Петра Сагайдачного (27 лютого, Вишгородський район)[25].
27. Боїшко Богдан Миколайович, сержант, командир гармати самохідно-артилерійського взводу 43 ОАБр. (27 лютого, Боярка)[26]
28. Григор'єв Олександр Олександрович, полковник. Начальник служби безпеки польотів 16 ОБрАА. 28 лютого, Макарів[27].
29. Нестерук Дмитро Миколайович, старший лейтенант, бортовий авіаційний технік підрозділу 16 ОБрАА. 28 лютого, Макарів[28].
30. Гнатюк Василь Андрійович, лейтенант, льотчик-штурман підрозділу 16 ОБрАА. 28 лютого, Макарів[29].

#### Березень
1. Ланський Тенгіз Борисович. Військовослужбовець ЗС України (підрозділ — не уточнено). (1 березня, Буча)[30].
2. Бринжала Олександр Петрович, майор, льотчик 1 класу 40 БрТА (2 березня)[31].
3. Ковалюк Степан, військовослужбовець ТрО ЗС України (2 березня, Васильків, ДРГ)[32][33].
4. Пущенко Сергій Миколайович, військовослужбовець ТрО ЗС України (2 березня, Васильків, ДРГ)[34].
5. Гілявський Валерій Михайлович, старший солдат. Стрілець-помічник гранатометника механізованої роти механізованого батальйону, 72 ОМБр. Загинув 2 березня[35].
6. Кокодиняк Ігор Ігорович, сержант, командир десантно-штурмового відділення підрозділу 80 ОДШБр (3 березня, Ворзель)[36].
7. Чибінєєв Валерій Вікторович, майор. Командир підрозділу ГУР Міністерства оборони України. 3 березня, Гостомель.
8. Карась Володимир Васильович, солдат (підрозділ — не уточнено). (3 березня, Мотижин)[37].
9. Кулик Сергій Григорович, штаб-сержант, військовослужбовець ЗС України (підрозділ — не уточнено). (3 березня, Гостомель)[38].
10. Подолець Ігор Орестович, головний сержант, 3-й оп СпП. 3 березня, Гребельки[39].
11. Гушан Іван Георгійович, старший солдат, 3-й оп СпП. 3 березня, Гребельки[40][41].
12. Петраш Євген В'ячеславович, старший солдат. ОПСП «Азов». 3 березня, Ворзель[42][43].
13. Васькевич Євгеній Анатолійович, заступник командира підрозділу. ОПСП «Азов». 3 березня, Буча [44][45][43].
14. Хренов Ілля Миколайович, солдат. ОПСП «Азов». 4 березня, Буча[46][47][43].
15. Коритько Анатолій Сергійович. ОПСП «Азов». 3 березня, Буча [48][43].
16. Книшук Богдан Васильович. ОПСП «Азов». 3 березня, Буча [49][43].
17. Бісага Володимир Володимирович. ОПСП «Азов». 3 березня, Буча [50][43].
18. Кірєєв Денис Борисович, співробітник підрозділу ГУР Міністерства оборони України (5 березня, Печерський райсуд)[51].
19. Близнюк Сергій Юрійович, капітан, офіцер Бучанського районного управління поліції. (5 березня, Ірпінь)[52].
20. Чабах Юрій Олександрович, капітан поліції (посмертно), оперуповноважений сектору розкриття злочинів проти особи відділу кримінальної поліції Бучанського РУП ГУНП України в Київській області (5 березня, Буча)[53].
21. Сурін Олександр Іванович, молодший сержант, 95 ОДШБр (6 березня, Макарів)[54].
22. Лі Павло Романович, солдат 206-го окремого батальйону територіальної оборони, 6 березня. Ірпінь[55].
23. Марченко Олександр Олександрович, 72 ОМБр, 7 березня. Пуща-Водиця[56].
24. Барилюк Юрій Авксентійович, штаб-сержант, стрілець — санітар механізованої роти 72 ОМБр. (7 березня)[57].
25. Іваницький Тарас Володимирович, старший солдат, 95 ОДШБр, 7 березня[58].
26. Бережний Віталій Дмитрович, солдат. 10 ОГШБр, 7 березня[59].
27. Болтян Денис Володимирович, сержант. 10 ОГШБр, 7 березня[60].
28. Дякунович Сергій Сергійович, солдат, 14-та окрема механізована бригада (7 березня, Буча)[61].
29. Васіч Сергій Вікторович, старший сержант, командир танку Т-64БМ «Булат», 14-та окрема механізована бригада (8 березня, Макарів)[62].
30. Свинчук Олег Анатолійович, солдат, 14-та окрема механізована бригада (8 березня, Макарів)[63].
31. Гегечкорі Олег Іродійович, полковник. Командир вертолітної ескадрильї 11 ОБрАА. 8 березня, Бервиця[64].
32. Мариняк Олександр Мирославович, полковник, військовослужбовець 16 ОБрАА. 8 березня, Кулажинці[65].
33. Беззуб Іван Романович, майор. Командир вертольота Мі-24 вертолітної ланки вертолітної ескадрильї майор 16 ОБрАА. 8 березня, Кулажинці[66].
34. Пономаренко Олексій Сергійович, старший сержант поліції. (9 березня, Демидів)[67].
35. Дейдей Євген Сергійович, підполковник поліції, заступник командира полку патрульної поліції особливого призначення «Київ-1», 10 березня[68][69].
36. Ступницька Катерина Вікторівна, сержант. 14-та окрема механізована бригада. Санітарний інструктор медичного пункту 3-го механізованого батальйону. 10 березня, Макарів[70].
37. Лещишин Богдан Григорович, підполковник, начальник служби охорони праці 4 БрОП Національної гвардії України, 12 березня, Гостомель[71].
38. Норов Андрій Олексійович, капітан, 72-та окрема механізована бригада (13 березня, обстріл з РСЗВ «Град»)[72].
39. Пилипченко Павло Юрійович, старший солдат, 72-та окрема механізована бригада (13 березня, Гута-Межигірська)[73].
40. Лабунський Олександр Миколайович, старший солдат, водій реактивної артилерійської батареї. 128-ма окрема гірсько-штурмова бригада. 14 березня, Буча або Ірпінь[74][75].
41. Кваша Ніна Петрівна, старший солдат, бойовий медик 5 роти 2-го батальйону 72-ї окремої механізованої бригади. 14 березня, Мощун[76].
42. Кравченко Микола Сергійович. ОПСП «Азов». 14 березня, Горенка.
43. Машовець Сергій Олександрович. 14 березня, Горенка.
44. Анін Іван Аркадійович, солдат. Старший кулеметник бронеавтомобіля 2-го відділення 3-го зенітного ракетного взводу зенітної ракетної батареї зенітного ракетного дивізіону, 1 БрОП НГУ. 15 березня, Романівка[77].
45. Браун Олександр Олександрович, солдат. 1 БрОП НГУ, 15 березня, Мощун[78].
46. Головко Дмитро Володимирович, молодший сержант, помічник начальника групи застосування спеціальних засобів взводу РХБЗ захисту роти бойового забезпечення. 1 БрОП НГУ, 16 березня, Мощун[79].
47. Бубнович Олександр Миколайович, штаб-сержант, 1 БрОП НГУ, 16 березня, Мощун[80].
48. Артеменко Володимир Якович, прапорщик, 95 ОДШБр (16 березня, Макарів)[81].
49. Левчук Остап Михайлович, старший лейтенант, офіцер медичної служби. 72 ОМБр. 16 березня, Мощун[82].
50. Пономаренко Денис Леонідович. ОПСП «Азов». 16 березня, Мощун.
51. Бувалкін Владислав Віталійович, майстер-сержант, військовослужбовець підрозділу Служби безпеки України (20 березня, Макарів)[83][84].
52. Островський Володимир Васильович, старший солдат. Батальйон оперативного призначення НГУ ім. Сергія Кульчицького. 21 березня[85].
53. Пасько Дмитро Володимирович, солдат ЗСУ (підрозділ — не уточнено). 23 березня, Ірпінь[86].
54. Апанасович Дмитро, командир відділення білоруського батальйону імені Кастуся Калиновського (24 березня, Ірпінь)[87].
55. Заїковський Сергій Олександрович, солдат. ОПСП «Азов». боєць протитанкового розрахунку протитанкового взводу 1 батальйону. 24 березня, Лук'янівка[88].
56. Плахотній Валерій Володимирович, старший сержант, командир відділення мотопіхотної роти мотопіхотного батальйону 72 ОМБр (25 березня, Мощун)[89].
57. Котенко Денис Валерійович, боєць 3-го окремого батальйону УДА (25 березня)[90].
58. Бондарук Віталій Анатолійович, старший лейтенант, 59 ОМБР (25 березня)[91].
59. Романюк Андрій Вікторович, військовослужбовець 206-го окремого батальйону територіальної оборони Києва. 26 березня[92].
60. Гасанов Ельнур, розвідник добровольчого батальйону «ОДЧ Карпатська Січ», 27 березня[93].
61. Гобержишвілі Давид, Боєць добровольчого батальйону «ОДЧ Карпатська Січ», 27 березня (мінометний обстріл)[94].
62. Бибик Олександр Васильович, старший водій підрозділу 27 ОБрНГ, 28 березня[95].
63. Білатчук Владислав Васильович, солдат. Військовослужбовець 8 ОГШБ 10 ОГШБр. 29 березня[96].
64. Євдокимов Дмитро Володимирович, солдат ЗСУ (підрозділ — не уточнено). 29 березня[97].
65. Цибко Олексій Олександрович, сержант підрозділу ГУР (31 березня, Буча)[98][99].

### Росія

#### Лютий
1. Абрамчик Сергій Олександрович, єфрейтор, 247 ДШП (24 лютого, Гостомель)[100].
2. Подшивалов Олександр Миколайович, старший лейтенант, штурман, ймовірно 18-а бригада армійської авіації. 24 лютого, Гостомель[101].
3. Бугай Микола Володимирович, майор, пілот Мі-35М, 112-й окремий вертолітний полк. 24 лютого. Гостомель[102].
4. Грович Роман Володимирович, пілот Мі-35М. 24 лютого. Гостомель[103].
5. Мурзін Ігор Дмитрович[104][105], полковник поліції, заступник командира СОБР Кузбасу. 25 лютого.
6. Демидько Денис Вікторович, старший сержант, Новокузнецький ОМОН «Рубіж» (25 лютого, Гостомель)[106].
7. Шрайнер Олексій Сергійович, молодший сержант, 104-й гвардійський десантно-штурмовий полк. 25 лютого[107].
8. Василенко Ілля Михайлович, рядовий, 64-та окрема мотострілецька бригада (25 лютого)[108].
9. Коростельов Іван Андрійович, молодший сержант, 45 ОБрСпП ПДВ (25 лютого, Гостомель)[109].
10. Безбородов Дмитро Валерійович, майор поліції. Командир батальйону оперативного призначення Росгвардії в м. Нижній Новгород. 25 лютого, Гостомель[110].
11. Сібгатуллін Ільнур Фанісович, сержант, 31-ша окрема десантно-штурмова бригада, 26 лютого[111].
12. Мінєєв Петро Костянтинович, солдат, контрактник, 31-ша окрема десантно-штурмова бригада, 26 лютого, Гостомель[112].
13. Бєляков Михайло Юрійович, сержант. 604 ЦСН «Витязь», Національна гвардія Росії. 27 лютого, Гостомель[113].
14. Блінков Олексій Олександрович, старший лейтенант, 604 ЦСН «Витязь». Національна гвардія Росії. 27 лютого, Гостомель[114].
15. Кайнов Олексій Федорович, старший прапорщик поліції, 34-та окрема бригада оперативного призначення Росгвардії. 27 лютого, Гостомель[115].
16. Ладягін Іван Васильович, сержант. 31-ша окрема десантно-штурмова бригада, 27 лютого, Гостомель[116].
17. Мехтієв Тимур Кахірович, капітан, начальник інженерної служби, 104-й гвардійський десантно-штурмовий полк. 27 лютого, Буча[117].
18. Уляшев Кирило Олександрович, єфрейтор, 104 ДШП, 27 лютого, Буча[118].
19. Шайкенов Амір Талгатович, рядовий, оператор-розвідник розвідроти, 104-й ДШП (27 лютого, Буча, снайпер)[119].
20. Драчук Микола Сергійович, прапорщик поліції, ОМОН «Восток» Росгвардія 2-го рота (27 лютого, Гостомель)[120].
21. Окружнов Олександр Миколайович, підполковник, начальник артилерії, 104 ДШП, 28 лютого, Буча[121].
22. Глухов Володимир Олександрович, прапорщик поліції. 33-й загін спеціального призначення «Пересвіт» Росгвардії. 28 лютого, Катюжанка[122].
23. Бражник Ілля Миколайович, єфрейтор, автомобільний взвод (28 лютого)[123].
24. Панкратов Олексій Олександрович, сержант, 31-ша окрема десантно-штурмова бригада, 28 лютого, Гостомель[124][125].

#### Березень
1. Курбатов Ілля Михайлович, лейтенант, командир взводу. 51-й ПДП, 1 березня, Гостомель[126].
2. Паньков Андрій Олександрович, рядовий (підрозділ не встановлений). 1 березня, Калинівка[127].
3. Сорокін Станіслав В'ячеславович, єфрейтор, 51-й гвардійський парашутно-десантний полк. 2 березня, Гостомель[128].
4. Осокін Олексій Миколайович, майор. Командир 1-го батальйону, 31 ОДШБр. 3 березня, Гостомель[129].
5. Ханнанов Ілдар Зульфірович, лейтенант, командир взводу пдб, 31-ша ОДШБр, 3 березня, Гостомель[130].
6. Агапов Максим Олександрович, гранатометник. 31-ша ОДШБр. 3 березня, Чорнобиль[131][132].
7. Лазарєв Євген Петрович, прапорщик, військовий фельдшер, 31-ша ОДШБр, 3 березня, Гостомель[133].
8. Болчиханов Адам Лом-Алійович, старший сержант, поліцейський 7 роти полку ФФГКУ УВО ВНГ РФ з ЧР, 4 березня[134].
9. Короташ Павло Віталійович, матрос, 155 ОБрМП (4 березня)[135].
10. Ісмагулов Геннадій Миколайович, капітан, командир вертольота Мі-8, 35-й окремий транспортний змішаний авіаційний полк (4 березня, Макарів)[136].
11. Лямін Марат Сергійович, матрос. 40-ва окрема бригада морської піхоти. 5 березня, Бучанський район[137].
12. Суховський Семен Михайлович, старший лейтенант, командир парашутно-десантної роти. 234-й ДШП, 5 березня[138].
13. Жуков Владислав Денисович, матрос, 155 ОБрМП. 6 березня, Мощун[139][140][22].
14. Іванов Андрій Андрійович, капітан. Командир десантно-штурмової роти 155 ОБрМП. 6 березня, Мощун[141].
15. Вердіханов Бехман Бахрамович, старший лейтенант, командир дшв, 155 ОБрМП. 6 березня, Мощун[142].
16. Борець Ілля Дмитрович, матрос, 155 ОБрМП. (6 березня, Мощун)[143].
17. Анохін Андрій Миколайович, єфрейтор. 31-ша окрема десантно-штурмова бригада, 6 березня, Гостомель[144].
18. Алєксєєв Іван Олександрович, єфрейтор[145], кулеметник 2-ї розвідувальної роти 215-го окремого розвідувального батальйону 98-ї повітряно-десантної дивізії. 7 березня, Мощун[146].
19. Дьомін Денис Дмитрович, єфрейтор, старший розвідник 1-ї розвідувальної роти 215-го окремого розвідувального батальйону 98-ї повітряно-десантної дивізії. 7 березня, Мощун[147].
20. Арістов Юрій Олександрович, молодший сержант, розвідник 2-ї розвідувальної роти 215-го окремого розвідувального батальйону 98-ї повітряно-десантної дивізії. 7 березня, Мощун[148].
21. Рисєв Олександр Федорович, сержант. Розвідник-снайпер 1-ї розвідувальної роти 215-го окремого розвідувального батальйону 98-ї повітряно-десантної дивізії. 7 березня, Мощун[149].
22. Гільов Олександр Олексійович, механік-водій БМП, 155 ОБрМП. 7 березня, Мощун[150].
23. Симов Микола Вікторович, старший лейтенант, 331-й парашутно-десантний полк, 7 березня, Мощун[151].
24. Ольньов Олександр Володимирович, оператор відділення протитанкового взводу протитанкової батареї, 331-й парашутно-десантний полк, 7 березня, Мощун[152].
25. Кутельов Станіслав Олегович, лейтенант, 331-й парашутно-десантний полк, 7 березня, Мощун[153].
26. Максимов Олександр Михайлович, сержант, 331-й парашутно-десантний полк, 8 березня, Мощун[146][154].
27. Дектярьов Юрій Васильович, єфрейтор, старший стрілець-сапер, 331-й парашутно-десантний полк (8 березня, Мощун)[155].
28. Добринін Косятнтин Володимирович, старший сержант, заступник командира взводу, 331-й парашутно-десантний полк (8 березня, Мощун)[156].
29. Гаджимагомедов Кімран Камалудинович, рядовий, 64-та окрема мотострілецька бригада. 8 березня, Буча[157].
30. Кописов Сергій Миколайович, єфрейтор, снайпер, 31-ша ОДШБр. (9 березня, Гостомель)[158].
31. Захаров Олександр Володимирович, полковник. Командир 6-го гвардійського танкового полку 90-ї танкової дивізії. 9 березня, Броварський район[159].
32. Лобанов Олександр Миколайович, майор, заступник командира батальйону із озброєння, 234-й ДШП. 11 березня, Буча[160].
33. Баюр Геннадій Петрович, капітан, командир самохідно-артилерійської батареї 234 гвардійського десантно-штурмового полку (11 березня, Буча)[161].
34. Дагбаєв Гиндин Цирендоржієвіч, сержант, командир танку, 64-та окрема мотострілецька бригада. 11 березня, Буча[162].
35. Пацкалєв Олег Михайлович, майор, заступник командира 2-го батальйону з виховної роботи. 331-й ПДП. 11 березня, Буча[163].
36. Дмитрічев Олексій Миколайович, єфрейтор, оператор роти безпілотних літальних апаратів 98-ї повітряно-десантної дивізії (13 березня, Мощун)[164].
37. Манилюк Денис Олегович, єфрейтор, 51-й ПДП, 14 березня, Бучанський район[165].
38. Різатдінов Леонід Валерійович, лейтенант, командир взводу, 51-й ПДП, 14 березня, Гостомель[166].
39. Сухарєв Сергій Володимирович, полковник, командир 331-го парашутно-десантного полку. 15 березня. Гостомель[167].
40. Мартинов Олексій Максимович, матрос. Водій автомобіля. 155 ОБрМП. 15 березня, Обуховичі[168].
41. Федурін Денис Олексійович, матрос. 155 ОБрМП. 15 березня, Обуховичі[169][170].
42. Толмачов Сергій Юрійович, солдат. 155 ОБрМП. (15 березня, Обуховичі)[171][172].
43. Жаров Ігор Володимирович, підполковник, начальник штабу 331-го парашутно-десантного полку. 19 березня[173].
44. Кирилов Олександр Сергійович, капітан, командир групи спеціального призначення «РТ», 604-й центр спеціального призначення «Вітязь» (20 березня, Гостомель)[174].
45. Дормідонтов Дмитро Павлович, підполковник. Командир реактивного артилерійського дивізіону, 5-та ОТБр. 20 березня[175].
46. Буланов Едуард Аскарович, єфрейтор, заступник начальника бойової машини, навідник танка, 76-та гвардійська десантно-штурмова дивізія. 21 березня, Буча[176].
47. Шавалдін Микита Андрійович, матрос, 155 ОБрМП. (23 березня, Тетерівське)[177][178].
48. Сальников Валентин Євгенович, рядовий, 76-та гвардійська десантно-штурмова дивізія (24 березня, Ірпінь)[179].
49. Слабцов Віталій Миколайович, підполковник, заступник командира 83-ї ОДШБр (24 березня)[180][181].
50. Москвичов Сергій Владиславович, підполковник, начальник бронетанкової служби, 155-та ОБрМП, 27 березня[182].
51. Киряков Сергій Сергійович, старший лейтенант, командир роти, 104 ДШП, 29 березня, Буча[183].
52. Дайнзанов Юрій Баїрович, лейтенант, командир танкового взводу. 5-та ОТБр. 30 березня, Дмитрівка[184].
53. Ламекін Денис Олексійович, сержант, 147-й гвардійський самохідний артилерійський полк (31 березня, Буча)[185].

#### Квітень
1. Козяковський Олександр Миколайович, молодший сержант (підрозділ не встановлений). 1 квітня[186].
2. Степаненко Іван Романович, рядовий. 15-та окрема мотострілецька бригада. 1 квітня[187].